# 哈兰·桑德斯
哈蘭·大衛·桑德斯（英語：Harland David Sanders，1890年9月9日—1980年12月16日），外號桑德斯上校（又譯山德士上校）、肯德基爺爺，是美國企業家、國際連鎖速食店肯德基（Kentucky Fried Chicken）的創始人。直到現在，肯德基商品的外包裝上皆會印上他的肖像畫，此肖像畫也是肯德基集团的一个商标。同時，他亦是肯德基的吉祥物。

## 生平

### 早期

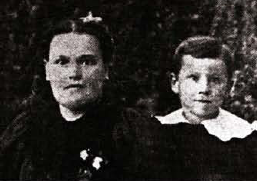
1897年，7岁的桑德斯与母亲。

哈蘭德·大衛·桑德斯生於1890年9月9日印地安那州亨利維爾。六岁时喪父，而他的母亲又要工作，桑德斯便担当起为家庭煮食的责任。他在中一時辍学。他的母親後來改嫁，其後亦因为被其繼父虐打而離家出走。在青年时代，桑德斯做过多份工作，包括消防员、轮船驾驶员、保险经纪，甚至在古巴參軍。

### 成為上校
在40岁那年，桑德斯在肯塔基州科尔宾为那些路过他的服务站的人们烹调鸡肉。那个时候他还没有自己的餐馆，於是在服务站的住所中供应晚餐，後來又搬到了一家能容纳142人的汽车旅馆餐厅，并开始成為一个厨师。在往後的9年，他改善了烹调鸡肉的方法。时至今日，肯德基还是在選用他当时研製的11種香草和香料。桑德斯还利用高压锅取代平底锅来增强鸡肉的风味和缩短烹调时间。在1935年，时任肯塔基州州长鲁比·拉冯授予桑德斯肯塔基州上校的头衔。

### 成為百万富翁
然而，在桑德斯上校66歲的时候，因75號州际公路修路而被迫卖掉餐厅，依靠每月105美元的社会救济金生活。而那点钱根本不够用，于是他走遍全国推销他的炸鸡方法。如果饭店喜欢炸鸡味道，签约卖的每一块鸡，缴5分钱给上校。據說桑德斯上校在嘗試推廣自己的炸雞時，被拒絕了1,009次，直到第1,010次才成功。
桑德斯把公司总部搬到肯塔基州的谢尔比维尔，並於1964年从厨房退出，把生意卖给律师约翰·布朗和资本家杰克·麦塞等人组成的投资集团，但一直擔當公司的发言人，在1950年代到1970年代之间拍了许多电视广告。总部主楼没有卖，重新开了一家饭店。由于肯德基的新主人买了"桑德斯上校"这个商标，新饭店以上校夫人命名为Claudia Sanders' Dinner House。饭店仍然营业，有很多桑德斯家人的照片和纪念物。

### 病故

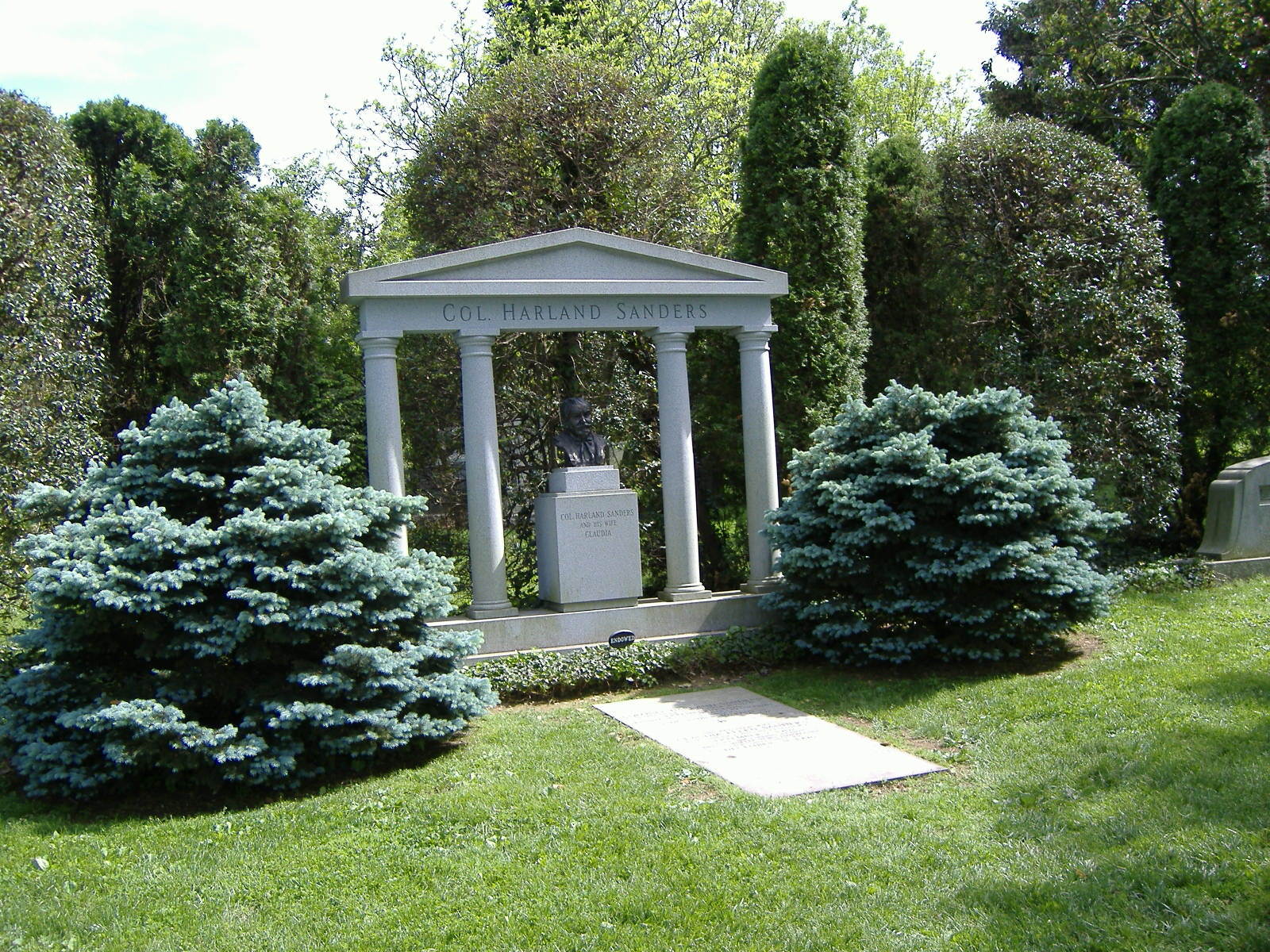
哈蘭德·桑德斯的墓園

桑德斯在1980年6月被检测出白血病，并於同年12月16日因肺炎病逝，享壽90歲。他以白色西裝並繫蝴蝶結入殮，埋葬於故鄉肯塔基州路易斯维尔的凱夫希爾墓園。後來卡通造型的桑德斯上校（由演員Randy Quaid配音），出現在越來越多的肯德基廣告中。

## 另見
- 肯德基爺爺詛咒

## 外部連結
- （英文） 肯德基（页面存档备份，存于）